# Fomitopsis betulina
Fomitopsis betulina (antes Piptoporus betulinus), conocido comúnmente como yesquero del abedul, es un hongo del orden Polyporales y, como su nombre indica, crece casi exclusivamente en los abedules. Los cuerpos fructíferos brotan de la corteza del árbol y pueden durar más de un año.

## Taxonomía
El hongo fue descrito originalmente por Jean Bulliard en 1788 como Boletus betulinus. Fue transferido al género Piptoporus por Petter Karsten en 1881. Los estudios filogenéticos moleculares sugirieron que la especie estaba más estrechamente relacionada con Fomitopsis que con Piptoporus, y el hongo fue reclasificado como Fomitopsis en 2016.
El epíteto específico betulina hace referencia al género de la planta huésped (Betula). Los nombres comunes del hongo incluyen abrazadera de abedul, pólipo de abedul y hongo de la navaja.

## Descripción
Los cuerpos fructíferos (basidiocarpos) son pálidos, con una superficie superior lisa de color marrón grisáceo, mientras que la parte inferior de color blanco cremoso tiene cientos de poros que contienen las esporas. El cuerpo frutal tiene una textura gomosa, que se vuelve corchosa con la edad. La madera descompuesta por el hongo, y los cultivos de su micelio, suelen oler claramente a manzanas verdes. Las esporas son de forma cilíndrica a elipsoidal y miden de 3 a 6 por 1,5 a 2 μm.
Fomitopsis betulina tiene un sistema de apareamiento bipolar en el que los monocariones o las esporas en germinación sólo pueden aparearse y formar un dicarionte fértil con un individuo que posea un factor de apareamiento diferente. Existen al menos 33 factores de apareamiento diferentes en la población británica de este hongo. Estos factores son todos variantes o alelos de un solo gen, a diferencia del sistema de apareamiento tetrapolar de algunas otras especies de basidiomicetos, que implica dos genes.
No es comestible.

## Área de distribución y ecología

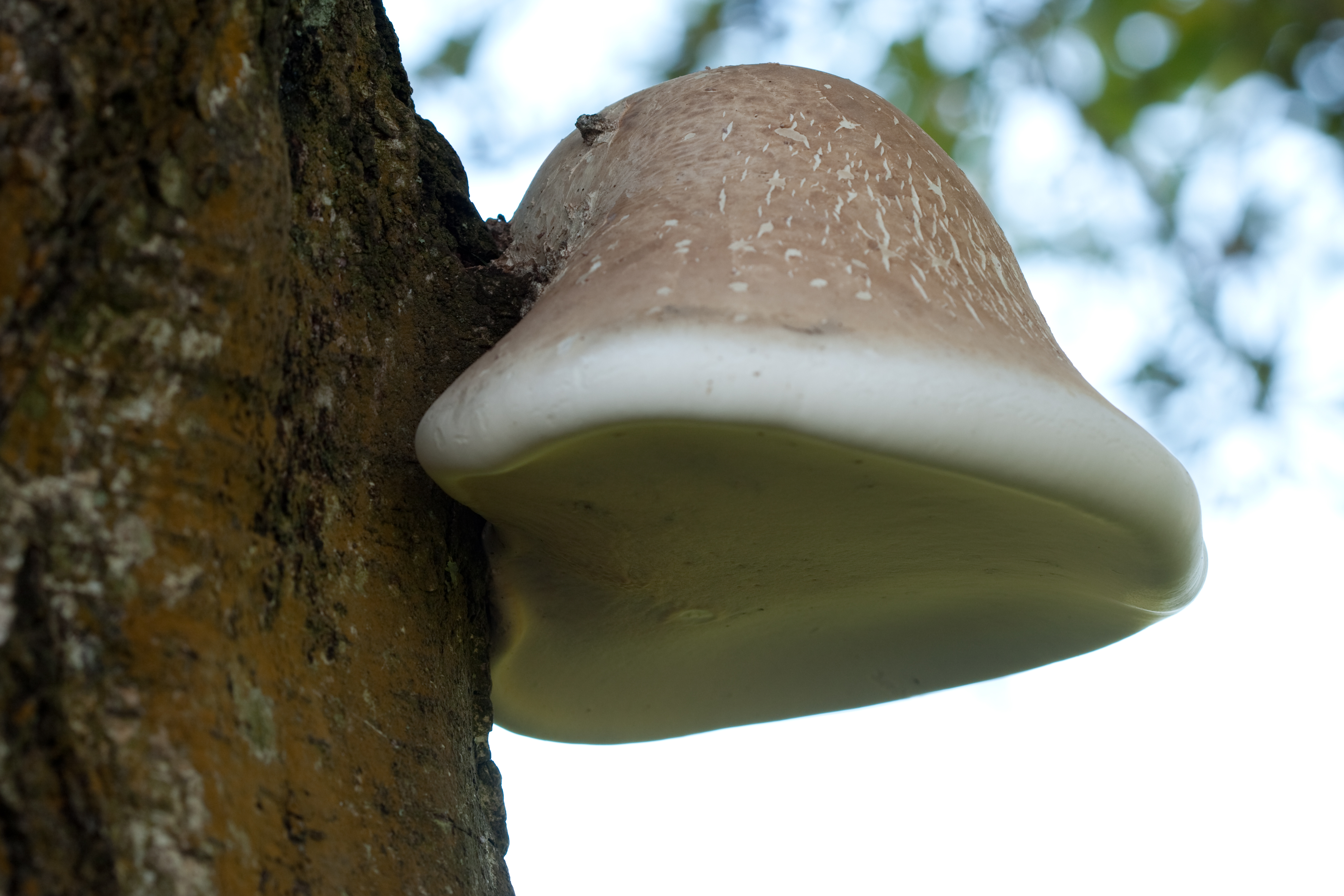

Fomitopsis betulina es una de las especies más comunes de hongos de la podredumbre parda. La distribución geográfica de F. betulina parece estar restringida al hemisferio norte, incluyendo América del Norte, Europa y Asia. Sólo se encuentra en abedules, incluyendo Betula pendula, B. pubescens, B. papyrifera y B. obscura. Existen dudas sobre la capacidad de los aislados del continente europeo, América del Norte y las islas británicas para cruzarse.
Se trata de un parásito necrótrofo de los abedules debilitados, que provoca una podredumbre marrón y finalmente la muerte, siendo uno de los hongos más comunes visibles en los abedules muertos. Es probable que el hongo del abedul se establezca en pequeñas heridas y ramas rotas y pueda permanecer latente durante años, compartimentado en una pequeña zona por los propios mecanismos de defensa del árbol, hasta que ocurra algo que lo debilite. El fuego, la sequía y la supresión por parte de otros árboles son causas comunes de este tipo de estrés.
En la mayoría de las infecciones sólo hay un individuo fúngico presente, pero ocasionalmente se pueden aislar varios individuos de un solo árbol, y en estos casos es posible que el hongo del abedul haya entrado después de que algo más haya matado al árbol. Estos "individuos" fúngicos pueden verse a veces si se incuba una rodaja de madera de abedul podrida de color marrón en una bolsa de plástico durante varios días. Esto permite que el micelio blanco del hongo crezca fuera de la superficie de la madera. Si hay más de un dikarión individual, se forman líneas de antagonismo intraespecífico, ya que los dos micelios individuales interactúan y se repelen.
El hongo puede albergar un gran número de especies de insectos que dependen de él para alimentarse y reproducirse. En un estudio a gran escala de más de 2.600 cuerpos de fruta recogidos en el este de Canadá, se encontraron 257 especies de artrópodos, incluidos 172 insectos y 59 ácaros. Las orugas de la polilla del hongo Nemaxera betulinella comen el hongo. Los cuerpos frutales viejos que han sobrevivido al invierno suelen ser colonizados por el hongo Hypocrea pulmonata, de color blanco a amarillo pálido.

## Usos
La superficie de corte aterciopelada se utilizaba tradicionalmente como abrasivo para el acabado de los filos de las navajas de afeitar y como material de montaje para las colecciones de insectos. También se ha utilizado como yesca. Contiene ácidos fenólicos, compuestos indólicos, esteroles y triterpenos. El ácido agárico que se encuentra en el cuerpo frutal del hongo es venenoso para el parásito Trichuris trichura.